# موش کیسه‌دار زیراستوایی
موش کیسه‌دار زیراستوایی (نام علمی: Antechinus subtropicus) نام یک گونه از سرده موش‌های کیسه‌دار پاپهن است.